# Кубок Беларуси по футболу 2000/2001
Кубок Беларуси по футболу 2000/2001 годов — 10-й розыгрыш ежегодного клубного турнира, второго по значимости в стране. Финал Кубка состоялся 27 мая 2001 года на стадионе «Динамо» в Минске. Обладателем трофея в 3-й раз стала бобруйская «Белшина», переигравшая мозырьскую «Славию» только в дополнительное время со счётом 1:0.

## 1/32 финала
Матчи состоялись 14 июня 2000 года.
| Хозяева                   | Счёт      | Гости                       |
| ------------------------- | --------- | --------------------------- |
| ФК Барановичи             | 2:1(д.в.) | Неман (Мосты)               |
| Верас (Несвиж)            | 1:0       | ФК Молодечно                |
| Орбита (Минск)            | 0:1       | Звезда-ВА-БГУ (Минск)       |
| Озерцы (Глубокое)         | 3:1       | ФК Орша                     |
| Аквилон (Пружаны)         | 1:2(д.в.) | Гранит (Микашевичи)         |
| ФК Старые Дороги          | 0:1       | Рогачев-ДЮСШ-1              |
| Нива (Житковичи)          | 2:4       | Торпедо (Жодино)            |
| Вертикаль (Калинковичи)   | 2:0       | Полесье (Козенки)           |
| Водоканал-Транзит (Брест) | 2:1(д.в.) | Свислочь-Кровля (Осиповичи) |
| Дарида (Ждановичи)        | 1:0       | ФК Лунинец                  |
| Забудова (Чисть)          | 2:1(д.в.) | ЗЛиН (Гомель)               |
| ФК Сморгонь               | 1:0       | Керамик (Берёза)            |
| Пинск-900                 | 3:0       | Трактор (Минск)             |

## 1/16 финала
Матчи состоялись 8 и 12 июля 2000 года. Согласно жребию, ФК Гомель и Шахтёр (Солигорск) автоматически вышли в 1/8 финала.
| Хозяева                   | Счёт      | Гости                     |
| ------------------------- | --------- | ------------------------- |
| Вертикаль (Калинковичи)   | 0:2       | БАТЭ (Борисов)            |
| Пинск-900                 | 0:1       | Коммунальник (Слоним)     |
| Звезда-ВА-БГУ (Минск)     | 1:2(д.в.) | Торпедо-Кадино (Могилёв)  |
| Рогачев-ДЮСШ-1            | 0:2       | Локомотив-96 (Витебск)    |
| Забудова (Чисть)          | 1:0       | Нафтан-Девон (Новополоцк) |
| Дарида (Ждановичи)        | 1:2(д.в.) | Динамо (Минск)            |
| ФК Барановичи             | 1:4       | Днепр-Трансмаш (Могилёв)  |
| Озерцы (Глубокое)         | 1:4       | Неман-Белкард (Гродно)    |
| Гранит (Микашевичи)       | 1:0       | ФК Лида                   |
| Торпедо (Жодино)          | 1:2       | Ведрич-97 (Речица)        |
| Верас (Несвиж)            | 2:8       | Белшина (Бобруйск)        |
| Водоканал-Транзит (Брест) | 0:8       | Славия (Мозырь)           |
| ФК Сморгонь               | 0:1       | Динамо (Брест)            |
| Химик (Светлогорск)       | 0:5       | Торпедо-МАЗ (Минск)       |

## 1/8 финала
Матчи состоялись 2 октября 2000 года.
| Хозяева                  | Счёт          | Гости                    |
| ------------------------ | ------------- | ------------------------ |
| Ведрич-97 (Речица)       | 1:0           | Динамо (Брест)           |
| Днепр-Трансмаш (Могилёв) | 0:1           | БАТЭ (Борисов)           |
| Торпедо-МАЗ (Минск)      | 0:1           | Торпедо-Кадино (Могилёв) |
| Динамо (Минск)           | 3:1           | Гранит (Микашевичи)      |
| Славия (Мозырь)          | 2:1           | Забудова (Чисть)         |
| Неман-Белкард (Гродно)   | 0:3           | Белшина (Бобруйск)       |
| ФК Гомель                | 2:2(7:6 пен.) | Локомотив-96 (Витебск)   |
| Коммунальник (Слоним)    | 1:2           | Шахтёр (Солигорск)       |

## 1/4 финала
Первые матчи — 20 апреля 2001 года. Ответные матчи — 2 мая 2001 года.
| Команда 1          | Итог | Команда 2                | 1-й матч | 2-й матч |
| ------------------ | ---- | ------------------------ | -------- | -------- |
| Ведрич-97 (Речица) | 4:0  | Торпедо-Кадино (Могилёв) | 2:0      | 2:0      |
| Славия (Мозырь)    | 3:3  | БАТЭ (Борисов)           | 0:2      | 3:1      |
| ФК Гомель          | 3:5  | Белшина (Бобруйск)       | 2:2      | 1:3      |
| Шахтёр (Солигорск) | 3:6  | Динамо (Минск)           | 1:3      | 2:3      |

## 1/2 финала
Первые матчи — 10 мая 2001 
года. Ответные матчи — 18 мая 2001 года.
| Команда 1          | Итог | Команда 2          | 1-й матч | 2-й матч |
| ------------------ | ---- | ------------------ | -------- | -------- |
| Белшина (Бобруйск) | 1:1  | Ведрич-97 (Речица) | 0:0      | 1:1      |
| Динамо (Минск)     | 1:2  | Славия (Мозырь)    | 0:1      | 1:1      |

## Финал
| 27 мая 2001 | \| Белшина (Бобруйск) \| 1:0 (д.в.) \| Славия (Мозырь) \| \| Э. Градобоев 96′ \| Голы \| \| | Динамо, Минск Зрителей: 8000 Судья: Владимир Суховаров (Орша) |  |  |
| Белшина: Шанталосов, Седнёв, Зеневич, Свердлов (Хрипач, 65), Климович, Э. Градобоев, И. Градобоев, Каролик (Вехтев, 81), Трухов, Шагойко, Алещенко (Балашов, 60). Тренер: Вячеслав Акшаев Славия: Варивончик, Первушин (Балин, 60), Саматов, Сорочинский, Васич, Лукашенко, Корытько, Грубер, Матвейчик, Чалей (Раковский, 62), Василюк. Тренер: Владо Петрович. ПРЕДУПРЕЖДЕНИЯ: И. Градобоев (77) - Саматов (74). |                                                                                             |                                                               |  |  |
| |                                                                                             |                                                               |  |  |
| Белшина (Бобруйск) | 1:0 (д.в.)                                                                                  | Славия (Мозырь)                                               |  |  |
| Э. Градобоев 96′ | Голы                                                                                        |                                                               |  |  |

| Обладатель Кубка Беларуси 2000/01 |
| --------------------------------- |
| Белшина (Бобруйск) Третий кубок   |